# Jan Pieter Antoon Verschuylen
Jan Pieter Antoon Verschuylen (1801-1865) was een Antwerpse zilversmid. Door zijn talent en zijn lange carrière drukte hij zijn stempel op de Antwerpse edelsmeedkunst in de 19e eeuw.

## Leven
Hij was de zoon van kanthandelaar Joseph Théodore Verschuylen en Anna Cornelia de Locht. Bij het overlijden van zijn vader in 1820 werd hij reeds als zilversmid vermeld en het daaropvolgende jaar betaalde hij voor het eerst patentbelasting. Hij woonde dan nog op het ouderlijk adres in de Sint-Antoniusstraat 24/26. Zijn opleiding als zilversmid kreeg hij in de ateliers van Charles Aulit (1774-1855) en Joseph Lecocqmartin (1772-1850).
Als drijver volgde hij in 1825 de lessen tekenen aan de academie van Antwerpen. In 1826 had hij in zijn atelier op het Kipdorp twee werklieden in dienst. In 1829 waren dat er al zes en in de periode 1835-1837 vier. Een van zijn belangrijkste medewerkers was Joannes Franciscus Ghislenus Dutienne, zoon van ebenist en architect Carolus Augustinus Jacobus Dutienne.
Hij huwde in 1835 met Regine Monteyremar (1805-1847).
In 1847 vroeg hij de toestemming om in zijn tuin op de Lombardenvest een smidse in te richten. Het atelier draaide op volle toeren en zijn werk vond ook in Nederland gretig afzet. Zijn oeuvre werd ook artistiek gewaardeerd.
In 1860 was hij de eerste nijverheidskunstenaar die tot ridder in de Leopoldsorde werd benoemd. Dit ereteken is prominent aanwezig op het postume borstbeeld dat door Joseph Willems (1845-1910) werd vervaardigd.
In 1865 stierf Verschuylen; hij werd te Berchem begraven. Zijn zoon Charles die voorbestemd is om hem op te volgen, overlijdt (net als zijn zus Jeanne Marie Norbertine) in 1866 aan cholera. De inboedel van het atelier en zijn verzameling wordt op 15 april 1867 in zijn woning aan de Lomberdenvest grotendeels geveild. Een aantal objecten, zoals zijn portretbuste en de prothese voor de Franse soldaat Alphonse Joseph Louis, komen via zijn dochter Reine Louis Cornelie en de familie Stalins in openbaar bezit.
Ter nagedachtenis aan haar familie liet Reine Louise Cornelie (1836-1905) een deels geëmailleerde, koperen plakette op een biechtstoel in de Onze-Lieve-Vrouwekapel van de Antwerpse Sint-Carolus Borromeuskerk aanbrengen. De buste van Verschuylen werd in 1954 door een andere nazaat geschonken aan Zilvermuseum Sterckshof.

Ontwerptekening voor een stralenmonstrans (N°22) 'Geloof en Hoop', Jan Pieter Antoon Verschuylen, Collectie Stad Antwerpen, (DIVA, P2013-3-1)

## Werk
- Wijwatervat in zilver en verguld koper, 1833. Het was ooit eigendom van koning Leopold I en toont de scène uit het Nieuwe Testament waarin Jezus de Samaritaanse vrouw ontmoet bij de waterput ( Johannes 4,5-42). De uitbeelding van deze scène sluit aan bij de naturalistische laatbarok, zoals die in de 18de eeuw in kerkmeubilair (vooral preekstoelen) werd toegepast. De houding van de figuren sluit nauw aan bij een kopergravure van Jan van Orley. Het werd in 1969 door het Zilvermuseum uit privé-bezit aangekocht (inv.nr. S69/51).
- Reliekschrijn van de 36 heiligen, Sint-Andrieskerk. 1846[1]
- Reliekschrijn van H. Kruis, St-Jacobskerk.
- Mariakroon Sint-Pauluskerk Antwerpen. 1844[2]
- Jezuskroon Sint-Pauluskerk Antwerpen. 1844.
- Tabernakelaltaar in Venerabelkapel, St-Jacobskerk. Verguld koper, 1844.[3]
- Cilindermonstrans, Sint-Andrieskerk. Gedreven zilver.
- Zonnemonstrans, datering, geslagen,: 1851. St-Laurentiuskerk.[4]
- Zonnemonstrans, Verguld zilver, St Caroluskerk.
- Grote Zonnemonstrans voorstellende Sint-Paulus' bekering. Sint-Pauluskerk (Antwerpen). Beste werk van Verschuylen. Blank en verguld massief zilver. Gematteerde figuren. 1839. Met 554 diamantjes (67 karaat). Hoogte 105cm. Gewicht 10,2kg.[5]
- Grote Zonnemonstrans St-Laurentiuskerk te Hove. datering, gegraveerd 1856.[6]
- Antependium, twee predellastukken en een tabernakelstuk (Geboorte van Maria), Zilver. OLV-kathedraal.[7]
- Boekbeslag "Epistolae et Evangelia". Sint-Antoniuskerk, ca 1826.
- Reeks van Reflectoren. Gedreven zilver, Sint-Antoniuskerk, 1831.
- Zilveren kaakprothese, 1833, voor de bij het beleg van Antwerpen zwaar gewond geraakte Franse soldaat Alphonse Joseph Louis, beter bekend als The gunner with the silver mask. Dit krijgt in de medische literatuur (vooral de militaire en plastische chirurgie) veel aandacht.[8][9]